# Mektoub (film, 1970)
Pour les articles homonymes, voir Mektoub.
Pour plus de détails, voir Fiche technique et Distribution.
Mektoub est un film français réalisé par Ali Ghalem, sorti en 1970.

## Synopsis
Un manœuvre Algérien, Ahmed, jeune père de famille, quitte son pays et débarque en France, pensant y trouver un emploi par l’intermédiaire de Salah, un ami qui demeure en banlieue parisienne depuis plusieurs années. Sa déception est grande quand il arrive à Nanterre, où Salah habite dans un taudis de bidonville. Sans aucun appui, Ahmed va devoir quotidiennement faire le tour des bureaux d'embauche comme des tas d’autres immigrés qui s’étaient bercés, comme lui, de douces illusions…

## Fiche technique
- Titre original : Mektoub
- Réalisation et scénario : Ali Ghalem
- Dialogues : Ali Ghalem
- Photographie : Gérard Brisseau, Paul Souvestre
- Montage : Gilbert Kikoïne
- Musique : Michel Berger
- Producteur : Robert de Nesle
- Directeur de production : Jean Maumy
- Société de production : CFFP (Comptoir Français du Film Production)
- Sociétés de distribution : Comptoir Français du Film Production (France), Playtime (vente à l'étranger)
- Pays d'origine :  France[1]
- Langue originale : français
- Format : 35 mm - noir et blanc - 1.66:1 - mono
- Genre : drame
- Durée : 85 minutes
- Date de sortie : France, 23 septembre 1970

## Distribution
- Abder El Kebir : Ahmed
- Pierre Mirat : le chef de chantier
- Ali Ghalem : Salah
- Anouk Ferjac